# Madeleine Monette
Pour les articles homonymes, voir Monette.
Madeleine Monette, née le 3 octobre 1951 à Montréal, est une romancière, nouvelliste, poétesse et essayiste québécoise. 

## Biographie
Romancière, nouvelliste, poétesse et essayiste, Madeleine Monette est originaire de Montréal et vit à New York, sa ville d'adoption depuis 1979,. Elle effectue un baccalauréat et une maîtrise en littérature à l'Université du Québec à Montréal, où elle enseignera ensuite quelques années. 
Elle publie, en 2013, un premier recueil de poésie, Ciel à outrances, dans lequel elle partage sa vision des événements du World Trade Center à New York en 2001. Son recueil est traduit en anglais en 2014 sous le titre Lashing Skies. 
Un livre d'artiste intitulé La mer, au feu / A Sea Fire, avec des gravures et collages originaux de l'artiste française Véronique de Guitarre et une traduction de la poète Oana Avasilichioaei, est réalisé en 24 exemplaires numérotés à Paris en 2017; il fait partie de la Collection patrimoniale de livres d'artiste de Bibliothèque et Archives nationales du Québec (BAnQ). Une édition grand public de La mer, au feu / A Sea Fire paraît aux Éditions du Noroît à Montréal en 2020.
Écrivaine en résidence à l'Université du Québec à Montréal de 1993 à 1994, Madeleine Monette obtient la toute première bourse d'écriture Gabrielle-Roy en 1994, qui lui permet d’habiter la maison d’été de Gabrielle Roy au bord du fleuve Saint-Laurent. En 2007, elle est écrivaine en résidence au château de Lavigny en Suisse.
Au fil des années, des nouvelles et extraits de romans sont lus à la radio et publiés dans des ouvrages collectifs, tels que Voix d’écrivaines francophones, Histoires de livres, Lignes de métro, Nouvelles d'Amérique, Nouvelles de Montréal et Plages. D'autres textes, y compris des poèmes et des essais-témoignages, paraissent dans les revues québécoises Arcade, Code-Barres, Écrits, Écrits du Canada français, Estuaire, Exit, Liberté, Mœbius, Nuit blanche, Possibles, Québec français, le Sabord, Trois et XYZ. Certains de ses textes apparaissent également dans les revues canadiennes-anglaisesTessera et Virages, dans les revues américaines Americas' Society Review, Beacons, Romance Languages Annual et Women in French, dans les revues italiennes Immaginazione et Interculturel Francophonies, ainsi que dans les revues françaises Europe, Sud et Riveneuve-Continents.
De 2008 à 2009, elle tient une chronique de radio sur la littérature américaine à l’émission littéraire « Vous m’en lirez tant » de Radio-Canada. 
Madeleine Monette siège à l'Académie des lettres du Québec depuis 2007. À titre de membre de l'Académie des lettres du Québec, elle co-organise une séance québécoise annuelle de Femmes-Monde, à Paris. Elle est membre du Parlement des écrivaines francophones depuis sa fondation en 2018 ainsi que du PEN International,.

### Réception critique
Elle est lauréate du Prix Robert-Cliche du premier roman en 1980, nommée pour de nombreux autres prix littéraires dont le Prix Marguerite Yourcenar (États-Unis), le Prix France-Québec Philippe-Rossillon (France), les Prix Molson et Ringuet de l'Académie des lettres du Québec et le Grand Prix des lectrices d’Elle Québec (Canada), elle est l'auteure de cinq romans : Le Double suspect (1980), Petites Violences (1982), Amandes et Melon (1991), La Femme furieuse (1997) et Les Rouleurs (2007). En 2000, Le Double suspect est traduit en anglais sous le titre Doubly Suspect.
De nombreux essais sur l’œuvre de Madeleine Monette sont parus au Québec et ailleurs, dont un ouvrage collectif intitulé Relectures de Madeleine Monette (Summa Publications, États-Unis, 1999).

## Œuvres

### Romans
- Le Double suspect, Montréal, Les Quinze éditeur, 1980, 241 p.  (ISBN 2890262227 et 2890263746).
- Petites violences, Montréal, Les Quinze éditeur, 1982, 232 p.  (ISBN 2890263088 et 2-89295-103-8).
- Amandes et melon, Montréal, L'Hexagone, 1991, 466 p.  (ISBN 2890064387).
- La Femme furieuse, Montréal, L'Hexagone, 1997, 327 p.  (ISBN 2-89006-580-4).
- Les rouleurs, Montréal, Hurtubise HMH, 2007, 447 p.  (ISBN 978-2-89647-044-0).
- Skatepark, Éditions Mains libres, Montréal, 2021, 471 p.  (ISBN 978-2-925197-00-3).
- Skatepark, Galaade Éditions, Paris, 2015, 480 p.  (ISBN 978-2-35176-360-5). EBOOK:  (ISBN 978-2-35176-361-2).

### Poésie
- Ciel à outrances, Montréal, L'Hexagone, coll. « Écritures », 2013, 112 p.  (ISBN 9782896480296).
- La mer, au feu / A sea fire, gravures et collages de Véronique de Guitarre, traduction d’Oana Avasilichioaei, Montréal, Éditions du Noroît, 2020, 48 p.  (ISBN 9782897662264).

### Collaborations
- Fuites et poursuites, Montréal, Les Quinze éditeur, 1982, Les Quinze éditeur, 200 p.  (ISBN 289026307X).
- Plages, Montréal, Québec/Amérique, 1986.  (ISBN 289037324X).
- L'Aventure, la mésaventure, dirigé par André Carpentier, Montréal, Les Quinze éditeur, 1987, 161 p.  (ISBN 2890263665).
- Nouvelles de Montréal, Montréal, Typo, 1992.  (ISBN 2892950791).
- Nouvelles d'Amérique, Montréal, L'Hexagone, 1998.  (ISBN 2890066088).
- L'autre portrait, sous la direction de Réjean Bonenfant, Trois-Rivières, Éditions d'art Le sabord, coll. « ² », 2001, 85 p.  (ISBN 2922685152).
- Lignes de métro, sous la direction de Danielle Fournier et Simone Sauren, Montréal, VLB éditeur, 2002, 203 p.  (ISBN 2890066762).
- Histoires de livres, Montréal, Hurtubise, 2010.  (ISBN 9782896472789).
- Vingt ans après le 9/11 - Twenty Years After 9/11, ouvrage collectif dirigé par Suzanne Dracius, Éditions Idem, Martinique, 2021, 210 p.  (ISBN 978-2-36430-053-8).

### Livres d'artiste
- L'instant qui nous tient, avec l'artiste Maria Desmée, France, coll. « Patrimoniale de livres d'artistes de BAnQ, Montréal » 2018.
- Un ruban de mer, avec l'artiste Maria Desmée, France, coll. « Patrimoniale de livres d'artistes de BAnQ, Montréal » 2018.
- La mer, au feu / A sea fire, gravures et collages de Véronique de Guitarre, Paris, Éditions Signum. 24 exemplaires numérotés et signés.

### Publications en revues
- « Ville, femme, pays. Pour Jean-Guy Pilon (1930-2021) ». Revue Les écrits, no. 163, Montréal, 2021, p. 120-124.
- « Elle, l'artiste (dans le même temps) », suite poétique, Exit, revue de poésie, n° 104, Montréal, 2021, p. 9-24.
- « L'instant qui nous tient » et « Un ruban de mer », poèmes, dans Exit, revue de poésie, n° 103, Montréal, 2021, p. 6-9.
- « Petite », extrait de Ciel à outrances, traduction roumaine de Raluca Värlan Bondor, Convorbiri literare, Roumanie, n° 6 (306), juin 2021, p. 176-177.
- « Tu danses », portrait de Jean-Paul Daoust, 2002 ; Les Écrits, n° 148, Montréal, 2016.
- « Plus apaisant que du lait chaud », Voix d’écrivaines francophones, première anthologie du Parlement des écrivaines francophones, Corsaire Éditions, Orléans, 2019, p. 81-83.
- « Il latte del cielo », suite poétique tirée de Ciel à outrances, trad. de Maria Teresa Carbone, in L'Immaginazione, no 287, Italie, mai-juin 2015, p. 46.
- « Zach e Juliette », extrait de La femme furieuse, trad. de Maria Teresa Carbone, in L'Immaginazione, no 287, Italie, mai-juin 2015, p. 44-46.
- « Le Lait du ciel », suite poétique tirée de Ciel à outrances, in Intranqu'îllités, Éditions Passager des vents, Paris, 2015, p. 86.
- « C'est cela mourir » (extrait de roman en préparation) dans Les écrits no 142, à l'occasion du 60e anniversaire de la revue, mars 2015, p. 107-113.
- « Le Plein de la bouche », suite poétique tirée de Ciel à outrances, in Intranqu’îllités, no 3, Haïti, 2014, p. 186-187.
- « Le Lait du ciel », suite poétique tirée de Ciel à outrances, in Intranqu’îllités, no 2, Haïti, mai 2013, p. 150-151.
- « The Grace of a Flock of Birds », premier chapitre des Rouleurs in Cincinnati Romance Review, Vol. 36, Automne 2013, p. 17-22. Trad. des étudiants de Maîtrise en traduction littéraire, automne 2011, New York University.
- « Petite » / « Little », suite poétique tirée de Ciel à outrances, in Cincinnati Romance Review, Vol. 36, Automne 2013, p. 1-16. Trad. de Phyllis Aronoff et Howard Scott.
- « Les Oiseaux rameurs » (suite poétique), Montréal, Estuaire, numéro spécial 60e anniversaire des Éditions l’Hexagone, printemps 2013.
- « La Mer, au feu » (suite poétique), Montréal, Mœbius, printemps 2013.
- « Les Déliés et les Pleins » (poème), in Les écrits (Hommage à Jean-Guy Pilon), no 134, Montréal, p. 148-150, 2012.
- « Le Corps panique », in Exit, revue de poésie, no 64, Montréal, 2011, p. 23-31.
- « Lalabad » (nouvelle), in Riveneuve Continents, no 11, Paris, 2010, p. 164-171. Et in Réinventer le 11 septembre, revue Mœbius, no 130, Montréal, 2011, p. 67-73.
- « NaturaliZation » (nouvelle), in Histoires de livres, Hurtubise Éditions, Montréal, 2010, p. 201-220.
- « Élan vital », in Exit, revue de poésie, Montréal, no 54, mars 2009, p. 25-31.
- « Qui l’aurait cru ? », in XYZ, Montréal, dirigé par Gaëtan Brulotte, no 94, été 2008, p. 9-13.
- « Élan vital », in Moebius, Montréal, numéro dirigé par Lysanne Langevin, no 116, printemps 2008, p. 115-118.
- « Les Houles hurlantes », in Women in French Studies, USA, 2003, p. 21 à 25.
- « Money », trad. de Jane Brierley, in Women in French Studies, USA, 2003, p. 26-27.
- « A Strange Power », trad. de Lydia Davis, in Review (A Publication of Americas Society), New York City, printemps 2003, p. 97-91.
- « L'Heure grise », in Lignes de métro, Montréal, Éditions l’Hexagone/VLB, recueil dirigé par Danielle Fournier, 2002, p. 148-151.
- « Un argument intime », in Arcade, Montréal, no 56, automne 2002, p. 23-25.
- « L'Urgence du calme », portait de Denise Desautels in L’Autre Portrait, Éditions d’Art le Sabord, décembre 2001.
- « Pégase ! À pleins gaz ! », in Moebius, Montréal, no 90, été 2001, p. 121-128.
- « Le Cycliste », in Arcade, Montréal, no 48, p. 30-34.
- « La Baigneuse de nuit », in Les Écrits, Montréal, no 99, août 2000, p. 21-24.
- « Les Ruines de l’enfance », in Arcade, Montréal, no 47, 1999, p. 45-48.
- « La Fusée blanche », in Virages, Toronto, no 6, été 1999, p. 11-13.
- « Un autre vertige encore » in Nouvelles d’Amérique, recueil dirigé par Lise Gauvin et Maryse Condé, Éditions l’Hexagone, Montréal, 1998, 178 p.
- « Un battement de rideaux », in Les Écrits, Montréal, no 94, 1998, p. 19-35.
- « L'Arrivée », in Les Écrits, Montréal, no 87, 1996, p. 85-101
- « …Il était un monde », in Liberté, Montréal, Vol. 37, no 227, Oct. 1996, p. 30-40.
- « L'Argent », in Tessera, Toronto, vol. 16, été 1994, p. 81-83.
- « Une salsa », in Les Écrits, Montréal, no 81, 1994, p.-69-75
- « Noises », trad. de George Newman, in Beacons, É.-U., 1993.
- « L'Ami de lettres » in Nouvelles de Montréal, Éditions l’Hexagone, Montréal, 1992, 249 p.
- « Un pouvoir étrange », in Possibles, Montréal, vol.14, no 3, été 1990, p. 149-157.
- « La Plage », in Sud, France, no 78-79, 1988, p. 155 à 172.
- « Petite famille, petites morts », in Trois, Montréal, vol. 3 no 3, 1988, p. 155-157.
- « Bruits », in Trois, Vol. 3, no 1, Montréal, automne 1987, p. 37-40. – Traduite par G. Newman sous le titre «Noises», in Beacons, É.-U., 1993.
- « Le Maillot » in L'aventure, la mésaventure, Quinze, Montréal, 1987, 159 p.
- « Le Maillot », extrait in Possibles, Montréal, vol. 8, no 4, été 1984,  p. 99-103.
- « La Plage » in Plages, Éd. Québec/Amérique, Montréal, 1986, 129 p. (Collectif dirigé par M. Monette.)
- « Caro Mimmo... », in Moebius, Montréal, été 1986, no 29, p. 51 à 56.
- « L'Américain et la Jarretière » in Fuites et poursuites, Quinze, 200 p. Montréal, 1982. Repris dans Coll. 10/10 (format de poche), Montréal, 1985, 219 p.
- « Après vingt ans, un tressaillement, comme un tremblement d’être », in Arcade, Montréal, no 10, oct. 1985, p. 34-36 ; et in Anthologie Arcade, Montréal, 1996, no 35-36, p. 49-51.
- « Formes », in Québec français, Québec, décembre 1983, p. 39.

### Essais
- « Sans coupe-feux », discours de présentation de la dramaturge Carole Fréchette lors de sa réception à l'Académie des lettres du Québec, le 5 octobre 2016, paru dans l'ouvrage collectif intitulé Carole Fréchette : un théâtre sur le qui-vive, sous la direction de Gilbert David, Éditions Nota bene, 2017, p. 7-13.
- « Ce poète-là, une troisième personne » dans Les écrits no 142, à l'occasion du 60e anniversaire de la revue, mars 2015, p. 114-116.
- « La Vigilance du roman », entretien avec Eva Pich, in La violence au féminin, Benoît, Claude (éd.), Éditions de la transparence, Paris, 2011.
- « Je vous écrirai aussi du Pacifique », présenté au colloque de l’Académie des lettres du Québec de 2009, in Les Métropoles culturelles dans l'espace francophone, Hurtubise, coll. « Constantes », Montréal, p. 77-87.
- « Le Roman vécu », texte de la conférence plénière présentée au colloque sur «le Rapport de la littérature au réel», 78e Congrès de l'ACFAS, Montréal, 2011.
- « Celle des romans », autoportrait, in Lettres québécoises, Montréal, no 133, printemps 2009, p. 7-8 et Code-Barres, no 1, Montréal, 2010.
- « Madeleine Monette : une écrivaine de l’urbanité », entretien avec Hugues Corriveau, in Lettres québécoises, Montréal, no 133, printemps 2009, p. 9-11.
- « Liens et Balises », discours de réception à l’Académie des Lettres du Québec, mai 2007, in Les Écrits, no 121, Montréal, 2008, p. 39-50.
- « La Fragilité de sa démesure », communication inaugurale présentée à la XXXIe Rencontre québécoise internationale des écrivains sur le thème « New York City », extrait in Québec français, Québec, no. 130, été 2003, p. 43-44 ; texte entier in Les écrits, Montréal, août 2003, no 108, et in L’Annuaire du Québec 2004, Fides, Montréal, 2003.
- « Une île, un monde », présenté aux colloques de l’AATF à Lyon en 1996 et de l’APFFA à New York en 1998, in Relectures de Madeleine Monette, recueil dirigé par J. Ricouart, Summa Publications, Alabama, 1999, p. 225-232.
- « Un roman sur la planche, un corps à aimer », présenté à la XXVe Rencontre québécoise internationale des écrivains  sur le thème « Écrire l’amour, encore... », in Liberté, no 232, Montréal, 1997, p. 67-72.
- « Plaque tournante », présenté à la XXIIIe Rencontre québécoise internationale des écrivains sur le thème « L'Écrivain et la ville », in Possibles, vol. 20, no 4, Montréal, 1996, p. 128-134.
- « La Tentation du désordre », in le Double suspect, Quinze, Coll. 10/10, Montréal, 1988 et 1991, p. 267, ; réédition, Montréal, coll. « Typo », 1996, p. 213.
- « Vivre ailleurs pour écrire », in Nuit Blanche, no 28, mai-juin 1987, p. 42.
- « Les nouvellistes réfléchissent à la nouvelle » (en coll.), in Québec français, Québec, no 66, mai 1987,  p. 66 à 69.
- « Détournements », présenté au Troisième colloque de l'Académie canadienne-française, octobre 1985, in Écrits du Canada français, no 58, Montréal, 1986, p. 94 à 103.  Extrait paru dans Possibles, Montréal, vol. 11, no 3, printemps/été 1987, p. 204-207.
- « Autoportrait », in Québec français, Québec, décembre 1983, p. 38.

## Prix et honneurs
- 1980 : lauréat du Prix Robert-Cliche pour son roman Le Double suspect[1]
- 1991 : finaliste pour le Prix Molson de l'Académie des lettres québécoises pour Amandes et melon[1]
- 1991 : finaliste pour le Prix des libraires Edgar-Lespérance pour Amandes et melon[1]
- 1993-1994 : écrivaine en résidence à l’Université du Québec à Montréal[1]
- 1994 : lauréate de la première bourse d’écriture Gabrielle-Roy[1]
- 1997 : finaliste pour le Prix Marguerite Yourcenar pour La Femme furieuse[1]
- 1997 : finaliste pour le Prix France-Québec Philippe-Rossillon pour La Femme furieuse[1]
- 1997 : finaliste pour le Prix Ringuet de l'Académie des lettres du Québec pour La Femme furieuse[1]

- 1997 : finaliste pour le Grand Prix des lectrices de Elle Québec pour La Femme furieuse[1]
- 2007 : écrivaine en résidence au Château de Lavigny, Fondation Heinrich Maria & Jane Ledig-Rowohlt[7]
- 2007 : membre de l’Académie des lettres du Québec[1]

### Documents complémentaires
- Dansereau, Estelle, « On Le Double Suspect by Madeleine Monette », in Canadian Literature, no 92, printemps 1982.
- Ricouart, Janine, «Le Silence du double dans le Double Suspect de Madeleine Monette», in Québec Studies, USA, no 7, 1988. p. 137-145
- Roussel, Brigitte, «Le Jeu du Je chez Madeleine Monette», in Revue francophone de Louisiane (Actes du coll. mondial du CIEF), vol. V, no 1, printemps 1990.
- Fisher, Claudine G., «Sensibilités française et québécoise dans Plages», in Revue francophone de Louisiane (Actes du colloque mondial du CIEF), vol. V, no 1, printemps 1990.
- Aas-Rouxparis, Nicole, «Inscriptions et Transgressions dans le Double Suspect de Madeleine Monette», in The French Review, vol. 64, no 5, avril 1991.
- Chevillot, Frédérique, «Les Hommes de Madeleine Monette», in Québec Studies, USA, no 15, aut./hiver 1992, p. 11-19.
- Ricouart J., «Entre le miroir et le porte-clés: Petites Violences de Madeleine Monette», in Dalhousie French Review, vol. 23, aut./hiver 1992.
- LeBlanc, Julie, «Autoreprésentation et contestation dans quelques récits autobiographiques fictifs» (H. Aquin/M. Monette), in Québec Studies, USA, no 15, aut./hiver 1992, p. 99-110.
- Gronhovd, Anne-Marie, «Images spéculaires dans les romans de Madeleine Monette», in Québec Studies, USA, no 15, aut./hiver 1992, p. 1-9.
- Bosley, Vivien, «Congruence: Review of Madeleine Monette’s Amandes et Melon...», Canadian Literature no 136, printemps 1993, p. 189-91.
- Gronhovd A.-M. et Ricouart J., « Rencontres avec Madeleine Monette, 23-24 juin 1992, Strasbourg, CIEF », in Québec Studies, USA, vol. 17, aut.93/hiv.94, p. 107-115.
- Brulotte, Gaëtan, « Madeleine Monette: 'Le Double Suspect' », in Dictionnaire des œuvres littéraires du Québec, VI. Montréal: Fides, 1994: 237-39.
- Chassay, Jean-François, «La Contrainte américaine: Madeleine Monette et Monique LaRue», in Benoit Melançon et Pierre Popovic (dir.), Montréal 1642-1992, le grand passage, XYZ éditeur, coll. « Théorie et littérature », Montréal, 1994.
- Gould, Karen, «Translating 'America' in Madeleine Monette's Petites Violences», in Textual Studies/Études textuelles au Canada, no 5, 1994. p. 186-209.
- Chassay, Jean-François, «L'Invention d’une ville (Des villes et des fantômes)» in L’Ambiguïté américaine. Le roman québécois face aux États-Unis, Montréal, XYZ éditeur, coll. « Théorie et littérature », 1995, p. 167-185.
- Roussel, Brigitte, « Perspectivisme et différance féminine dans Amandes et melon », in The French Review, vol 71, no 2, AATF, Carbondale, IL USA, 1997.
- Colvile, Georgiana, « Amandes et Melon ou l’anatomie d’une nature morte » in Janine Ricouart, Relectures de Madeleine Monette, Summa Publishing, États-Unis, 1999. p. 111-132. Version abrégée, « Fruits de la passion: perspectives picturales dans Amandes et melon de Madeleine Monette », in Micheal Bishop, Thirty Voices in the Feminine, Ed. Faux Titre, Atlanta et Ed. Rodopi Amsterdam, 1996, University of Dalhousie, Halifax, 1995. p. 119-127.
- Boucher, Jean-Pierre, «Représentation et mise en scène dans Petites Violences de Madeleine Monette», in Littératures, Université McGill, Montréal, no 13, 1995.
- Étude sur Madeleine Monette, in Littératures, Université McGill, Montréal, no 13, 1995.
- Zupançic, Metka, «L’Orphisme réécrit au féminin», in Francophonie plurielle, Actes du Congrès mondial du CIEF 1993, Hurtubise HMH, 1995, p. 51-63.
- Adamson, Ginette, Notice sur Madeleine Monette, in Dictionnaire littéraire des femmes de langue française, Karthala, Agence de la francophonie (ACCT), 1996, p. 423 à 425.
- Gould, Karen, «Rewriting ‘America’: Violence, Postmodernity, and Parody in the Fiction of Madeleine Monette, Nicole Brossard and Monique LaRue» in Postcolonial Subjects (Francophone Women Writers), University of Minnesota Press, 1996, p. 186-209.
- Raoul, Valérie, «Cette autre moi : hantise du double dans le journal fictif féminin de Conan à Monette et Noël», in Voix et images, vol. XXII, i (64), 1996, p. 38-54.
- Adamson, Ginette, «Autogénération du langage: mode d’emploi de l’écriture narrative de Madeleine Monette», in Québec Studies, USA, vol. 23, printemps 1997, p. 54-61.
- Ireland, Susan, «The Reader as Writer in Madeleine Monette’s Le Double Suspect », in Continental, Latin-American and Francophone Women Writers, dir. par G. Adamson et E. Myers, vol. IV, University Press of America, Maryland, 1997, p. 269-276.
- Biron, Michel, «Madeleine Monette, la Femme furieuse», in Voix et Images, « L’enfant, la mère », Montréal, Vol.XXIII, 1 (67), 1997, p. 179-181.
- Gould, Karen, «Madeleine Monette, "Otherness", and Cultural Criticism», in Women by Women, The Treatment of Female Characters by Women Writers of Fiction in Québec Since 1980, edited by Roseanna Lewis Dussault, Fairleigh Dickinson University Press, 1997, p. 241-251.
- Boivin, Aurélien, «Le Double Suspect ou la recherche de soi par l’autre», in Québec français, Québec, no 108, hiver 1998, p. 88-91.
- Hill, Sydney Margaret, “She must write her self": Feminist poetics of deconstruction and inscription (six Canadian women writing), Carleton University (Canada), 1998, 121 p.
- Massé Du Bois, Véronique, L’Écriture fictive dans trois romans de Madeleine Monette, Thèse présentée à l’Université Dalhousie, Halifax, Canada, 1998.
- Relectures de Madeleine Monette, collectif dirigé par J. Ricouart, Summa Publications, États-Unis, 1999. 242 p.
- Molin-Vasseur, Annie, «Madeleine Monette, la quête du foisonnement» (entretien), Arcade, no 45, mars 1999, Montréal, p. 65-81.
- Gargano, Cara, «Compte rendu de la Femme furieuse», in Études francophones, Vol. XIV, no 1, printemps 1999, p. 223-227.
- Bakara, Nathalie. «La Construction de l’altérité dans deux romans de Madeleine Monette», thèse dirigée par Marie M. Couillard, Université d’Ottawa, Dépt. de lettres françaises, 2001.
- Boivin, Aurélien, «Petites Violences, Chronique des réalités quotidiennes», in Québec français, Québec, no 128, hiver 2003, p. 92-95.
- Desmeules, Georges et Lahaie, Christiane. Dictionnaire des personnages du roman québécois, L’instant même, Québec, 2003, p. 204-205.
- Lintvelt, Jaap, « Voyage américain et quête identitaire dans le roman québécois », in Le Québec au miroir de l'Europe, Dir. Robert Laliberté et Denis Monière, Association internationale des études québécoises (AIÉQ) 2004, p.130 à 143.
- Tremblay, Roseline, L’Écrivain imaginaire, Essai sur le roman québécois, 1960-1995, Hurtubise HMH, Montréal, 2004, p. 173-225.
- Tremblay, Roseline, « Le Double Suspect de Madeleine Monette et Les Masques de Gilbert La Rocque ou l’écriture thérapeutique », Colloque sur la figure de l’écrivain masqué, Centre international d’études francophones, Université Paris 4 - La Sorbonne, 26-27 janvier 2005.
- Lévesque, Cynthia, « Roman post-colonial et quête identitaire du sujet féminin : l’exemple de Madeleine Monette et de Madeleine Ouellette Michalska », Thèse dirigée par Lucie Guillemette, Université du Québec à Trois-Rivières, 2006, 108 p.
- Potvin, Claudine, « La Rhétorique du visuel : Amandes et Melon de Madeleine Monette » in La Rhétorique au féminin, sous la direction d’Annette Hayward, Québec, Éd. Nota Bene, 2006.
- Randall, Marilyn, « La Disparition élocutoire du romancier : Du « roman de la lecture » au « roman fictif » au Québec », Voix et Images ; vol. 31 no 3, 2006.
- Jean Morency, Jeanette Den Toonder, Jaap Lintvelt (dir.), Romans de la route et voyages identitaires, Québec, Nota Bene, collection "Terre américaine", 2006.
- Leblanc, Julie, «De la réalité autobiographique à la fiction de l’imaginé : Le Double Suspect de Madeleine Monette», in Genèse de soi, Éditions du Remue-ménage, Montréal, 2008, p. 161-191.

- Lettres québécoises, dossier sur Madeleine Monette, Montréal, no 133, printemps 2009, p. 17 à 13.
- Corriveau, Hugues, « Madeleine Monette, une écrivaine de l’urbanité », in Lettres québécoises, Montréal, no 133, printemps 2009, p. 9-11.
- Crépeau, Jean-François, « Madeleine Monette : Québécoise à New York ou s’éloigner pour mieux se rapprocher », in Lettres québécoises, Montréal, no 133, printemps 2009, p. 12-13. (Lire ce texte.)
- Pich, Eva, « Petites violences et désirs contradictoires dans l’œuvre romanesque de Madeleine Monette » in La violence au féminin, Benoît, Claude (éd.), Éditions de la transparence, Paris, 2011.
- Bell, Kirsty, « Absence et désir : moteurs de création dans Amandes et melon de Madeleine Monette », in Synergies Canada, n°4, 2012.
- Delic, Emir, Compte rendu de Ciel à outrances, in     Cincinnati Romance Review, Cincinnati, Vol. 36, 2013, p. 221-224.
- Fortin, Simon, « Quand le désastre chante », in Estuaire, n° 155, Montréal, 2013, p. 139-143.
- Oumarova, Lucie, « Les peintres de Gabrielle Roy, Monique Proulx et Madeleine Monette », Thèse de maîtrise, Masarykova univerzita, Filozofická fakulta, Brno, 2017.